# Ragow
Ragow is een plaats in de Duitse gemeente Mittenwalde (Mark), deelstaat Brandenburg, en telt 1825 inwoners (2005).

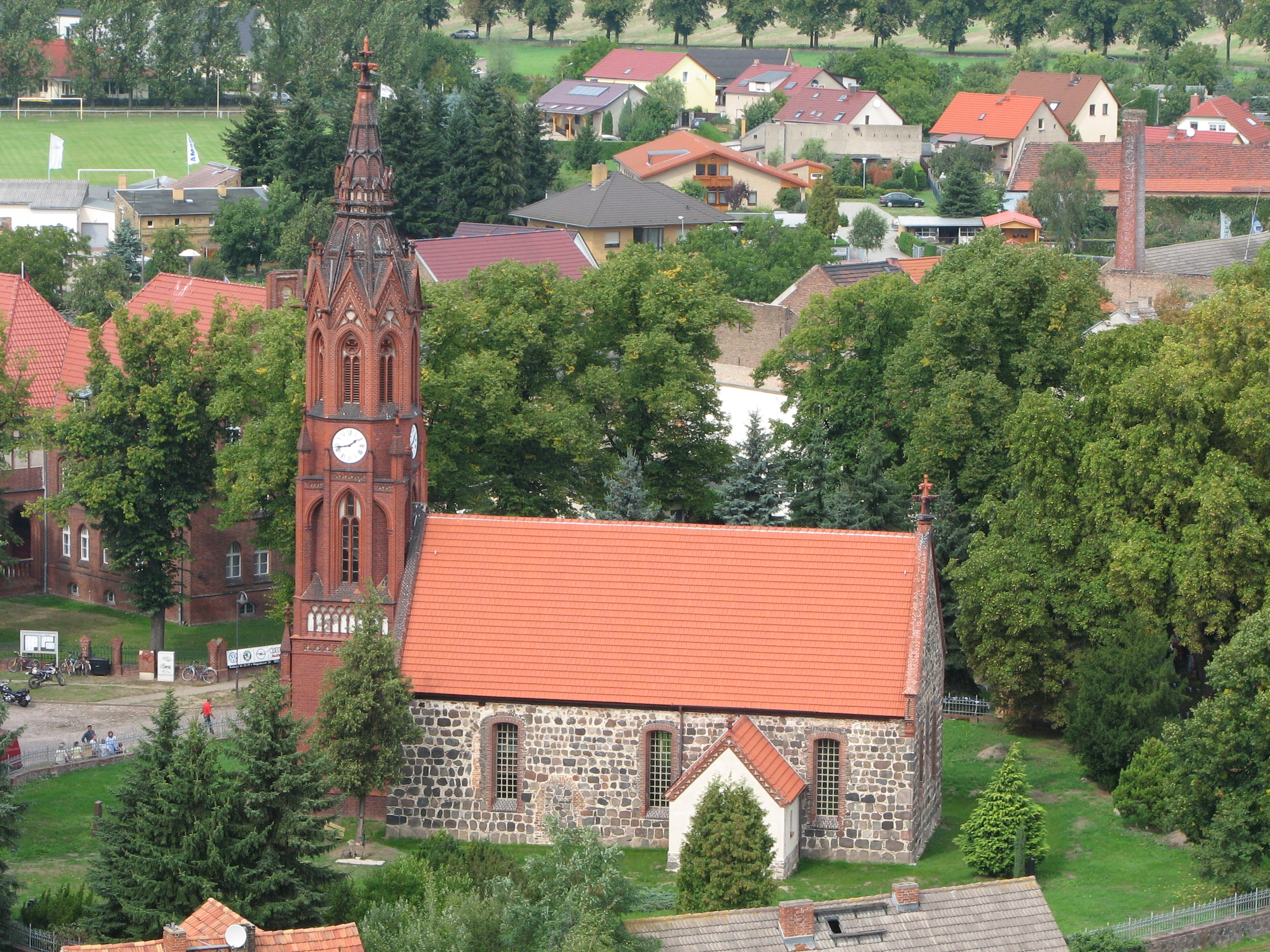
De Paul-Gerhardt-Kirche in Ragow